# The Rise and Fall of Bossanova
The Rise and Fall of Bossanova (A 13:23:32 Song) es el quinto álbum de Michael J Bostwick para su proyecto musical Pipe Choir Three (abreviado PC III). Fue lanzado el 1 de noviembre de 2016 a través del sello independiente Pipe Choir.
A pesar de estar dividido en cinco pistas, todo el álbum es una canción continua. El álbum mantuvo el récord mundial Guinness de 2016 a 2020 por la canción más larga lanzada oficialmente.

## Listado de pistas
| N.º      | Título                                       | Duración |  |
| 1.       | «The Rise and Fall of Bossanova Section I»   | 2:11:20  |  |
| 2.       | «The Rise and Fall of Bossanova Section II»  | 2:57:54  |  |
| 3.       | «The Rise and Fall of Bossanova Section III» | 1:54:10  |  |
| 4.       | «The Rise and Fall of Bossanova Section IV»  | 4:20:54  |  |
| 5.       | «The Rise and Fall of Bossanova Section V»   | 1:59:13  |  |
| 13:23:32 |                                              |          |  |